# Neoklassieke economie
Neoklassieke economie of neoklassieke economische theorie is de naam voor een economische school met verschillende benaderingen die zich richt op het bepalen van prijzen, geleverde goederen en diensten en inkomensverdeling in markten, door middel van het in theorie bepalen van vraag en aanbod in die markt. Het gaat vaak uit van een hypothetische nutsmaximalisatie door consumenten, onder restrictie van een gegeven inkomen, en van winstmaximalisatie door bedrijven, onder restrictie van gegeven kosten, waar bedrijven de productiefactoren, waar zij over beschikken, op basis van de beschikbare informatie en in overeenstemming met de rationele-keuzetheorie inzetten. De neoklassieke economie domineert de micro-economie en vormt samen met de Keynesiaanse economie de neoklassieke synthese, die de economische wetenschap al decennialang domineert. Er bestaat al lang gefundeerde kritiek op de neoklassieke economie. Deze kritiek wordt in de wetenschap gebruikt om neoklassieke theorieën te verbeteren, waar aanvullende aannames over het gedrag van gebruikers en bedrijven in zijn opgenomen. Ook worden soms bestaande aannames verworpen.
De term neoklassieke theorie werd in 1900 geïntroduceerd door Thorstein Veblen (die zelf beschouwd wordt als grondlegger van het institutionalisme) in zijn Preconceptions of Economic Science om een onderscheid te maken tussen de marginalisten in de traditie van Alfred Marshall en de Oostenrijkse School. De term werd later gebruikt door John Hicks, George Stigler, en anderen die ten onrechte veronderstelden dat de belangrijke geschillen tussen de marginalistische scholen grotendeels waren opgelost om te verwijzen naar het werk van Carl Menger, William Stanley Jevons, John Bates Clark en vele anderen. Heden ten dage wordt de term meestal gebruikt om te verwijzen naar de stroming binnen de economische wetenschap, hoewel het ook wordt gebruikt als overkoepelende term voor een aantal  reeds ter ziele gegane scholen. De institutionele economie, verschillende historische scholen, de Marxistische economie en diverse andere heterodoxe benaderingen van de economische wetenschap maken geen deel uit van de neoklassieke economie.

## Overzicht
Er is geen volledige overeenstemming over wat nu precies bedoeld wordt met neoklassieke economie, en het resultaat is een breed scala van neoklassieke benaderingen voor verschillende probleemgebieden en domeinen - variërend van een neoklassieke theorie van arbeid tot een neoklassieke theorie van demografische veranderingen. Zoals verwoord door E. Roy Weintraub berust de neoklassieke economie echter op drie uitgangspunten, alhoewel bepaalde deelgebieden van de neoklassieke theorie soms andere benaderingen hebben:
1. Mensen hebben rationele voorkeuren in de keuze tussen uitkomsten. Deze voorkeuren kunnen worden geïdentificeerd en deze voorkeuren kunnen ook in waarden worden uitgedrukt.
2. Particulieren maximaliseren nut en ondernemingen maximaliseren winsten.
3. Mensen handelen onafhankelijk van elkaar op basis van volledige en relevante informatie.

Op basis van deze drie aannames hebben neoklassieke economen een raamwerk gebouwd waarmee zij de allocatie (toewijzing) van schaarse middelen over alternatieve mogelijkheden proberen te begrijpen - in feite wordt het verkrijgen van inzicht in deze allocatie door neoklassieke economen vaak zelfs beschouwd als de definitie van de economische wetenschap zelf. Een van de grondleggers van de neoklassieke economie, William Stanley Jevons, legde het "probleem van de economie" als volgt uit.
 "Gegeven een bepaalde bevolking, met verschillende noden en productiemogelijkheden, die in het bezit is van een bepaalde hoeveelheid land en andere grondstoffen: vereist, de manier om de arbeid van die bevolking op een zodanige wijze in te zetten dat het nut de door hen gemaakte productie maximaliseert." 
Uit deze drie uitgangspunten van de neoklassieke economie vloeit een breed scala aan theorieën over de verschillende deelgebieden van economische activiteit voort. Achter de neoklassieke theorie van de onderneming ligt bijvoorbeeld het winstmaximalisatie motief, terwijl de afleiding van vraagcurves tot een theoretisch begrip van consumptiegoederen leidt. Aanbodcurve laten de analyse van productiefactoren toe. Nutsmaximalisatie is de bron voor de neoklassieke consumptietheorie, de afleiding van de vraagcurves voor consumptiegoederen, de afleiding van de arbeidsaanbodcurve voor arbeid en de reserveringsprijs daarvan. Vraag en aanbod in de markten worden over bedrijven en particulieren geaggregeerd. De interacties tussen bedrijven en particulieren bepalen de evenwichtsproducties en de evenwichtsprijzen.
De markt van vraag en aanbod voor elke productiefactor wordt op analoge wijze afgeleid als die voor de gehele eindproductenmarkt om zo het evenwichtsinkomen en de inkomensverdeling te bepalen. De vraag naar productiefactoren incorporeert de marginale productiviteitsrelatie van deze productiefactor in de eindproductenmarkt.

De neoklassieke economie benadrukt evenwichten, waar evenwichten moeten worden gezien als de oplossingen van agenten maximalisatie problemen. Regelmatigheden in economieën worden verklaard door een methodologisch individualisme, het standpunt dat de economische verschijnselen kunnen worden verklaard door het het gedrag van agenten te aggregeren (bij elkaar op te tellen). De nadruk ligt hier op de micro-economie. Aan instituties, die kunnen worden beschouwd als voorafgaand aan en als individueel gedrag conditionerend, wordt minder aandacht besteedt. Deze keuze leidt tot economisch subjectivisme.

## Oorsprong
Van de klassieke economie, die zich in de 18e en 19e eeuw had ontwikkeld, maakte ook een waarde- en verdelingstheorie deel uit. Men dacht dat de waarde van een product afhing van de gemaakte kosten die nodig waren om dat product te maken. De uitleg van kosten was in de klassieke economie tegelijkertijd ook de uitleg van de verdeling. Een landeigenaar ontvangt pacht, een werknemer ontvangt loon, en een kapitalistische pachter ontvangt winst op zijn investeringen. Binnen deze klassieke aanpak vallen ook de werken van Adam Smith en David Ricardo.
In de loop van de 19e eeuw begonnen sommige economen geleidelijk aan de nadruk te leggen op de gepercipieerde waarde van een goed voor de consument. Zij stelden een theorie voor waarin de waarde van een product werd uitgelegd met behulp van verschillen in "nut". Deze stroming noemt men het utilitarisme. Zij wordt geassocieerd met de filosoof en economische denker John Stuart Mill.
De derde stap van de politieke economie naar de economie was de introductie van de "marginale waardetheorie" of het marginalisme. Marginale waarde betekent dat de economische actoren beslissingen nemen op basis van de "marges". Een persoon beslist bijvoorbeeld om een tweede broodje te kopen op basis van hoe vol hij of zij zit na consumptie van het eerste broodje, een onderneming huurt een nieuwe medewerker in op basis van de verwachte winststijging die deze extra werknemer met zich mee zal brengen. Dit verschilt van de geaggregeerde besluitvorming van de klassieke politieke economie in die zin dat het marginalisme verklaart waarom sommige vitale goederen, zoals water bijvoorbeeld goedkoop is, terwijl luxegoederen daarentegen duur kunnen zijn.

## De neoklassieke revolutie
Het ontstaan van de neoklassieke economie wordt conventioneel gedateerd als de jaren 1870-75. In deze periode verscheen William Stanley Jevons' Theory of Political Economy (Theorie van de politieke economie) (1871), Carl Mengers Grundsätze der Volkswirtschaftslehre (Principes van de economie) (1871), en Léon Walras Éléments d'économie politique pure (Elementen van de pure economie) (1874 - 1877). Van deze drie economen wordt gezegd dat zij de marginalenutsrevolutie, of de neoklassieke revolutie in gang hebben gezet. Historici van de economie en economen hebben de onderstaande drie zaken bediscussieerd:
- Is nut of is het marginalisme van meer essentieel belang voor deze revolutie (of is het zelfstandig naamwoord of het bijvoeglijk naamwoord in de uitdrukking "marginaal nut" belangrijker)?
- Was er sprake van een revolutionaire verandering in het denken of slechts van een geleidelijke ontwikkeling en verandering van nadruk ten opzichte van hun voorgangers?
- Leidt het samen groeperen van deze drie economen in een stroming er niet toe dat verschillen die eigenlijk belangrijker zijn dan hun gelijkenissen te veel worden toegedekt?[12]

In het bijzonder was Walras meer geïnteresseerd in de wisselwerking van markten dan in het uitleggen van de individuele psyche aan de hand van een hedonistische psychologie. Jevons zag zijn economische theorie als een toepassing en ontwikkeling van Jeremy Benthams utilitarisme en stelde nooit een volledig algemene evenwichtstheorie op. Menger benadrukte onevenwichtigheid en de discrete aard van de economie. Menger had een filosofisch bezwaar tegen het gebruik van wiskunde in de economie, terwijl de andere twee hun theorieën modelleerden op de 19e-eeuwse mechanica.
Een generatie later was Alfred Marshalls Principles of Economics (1890) het dominante tekstboek in Engeland. Marshalls invloed breidde zich over de hele wereld uit. Zo complimenteerden men Maffeo Pantaleoni door hem de "Marshall van Italië" te noemen. Marshall vond dat de klassieke economie probeerde om prijzen uit te leggen aan de hand van de productiekosten. Hij beweerde dat de neoklassieken te ver gingen bij het corrigeren van deze onbalans door een overdreven nadruk te leggen op nut en vraag. Marshall vond de discussie of nu aanbod of de vraag het belangrijkst is vrij zinloos, analoog aan de vraag welk blad van een schaar het snijwerk doet.
Marshall legde prijzen uit als het snijpunt van de vraag- en aanbodcurven. De introductie van verschillende markt "termijnen", was een belangrijke innovatie van Marshall:
- Markttermijn. De voor de verkoop geproduceerde goederen op een markt worden als een gegeven beschouwd, een voorbeeld is een vismarkt. Prijzen passen zich snel aan om de markt te ruimen.
- Korte termijn. Industriële capaciteit wordt als een gegeven beschouwd. Het niveau van de output en de werkgelegenheid, de beschikbaarheid van grondstoffen en de prijzen schommelen, opdat de marginale kosten en marginale opbrengst, waar de winst wordt gemaximaliseerd, aan elkaar gelijk zijn. Economische rentes voor vaste productiefactoren kunnen in een kortetermijnevenwicht bestaan, ook is de winstmarge niet in elke sector aan elkaar gelijk.
- Lange termijn. De voorraad van de kapitaalgoederen, zoals fabrieken en machines, geldt niet als een gegeven. Winstmaximalisatie evenwichten bepalen zowel de industriële capaciteit en het niveau waarop deze capaciteit op enig moment wordt benut.
- Zeer lange termijn. Techniek, demografische ontwikkelingen, gebruiken en gewoonten gelden niet langer als gegeven, maar kunnen in zeer lange termijn modellen variëren.

Marshall ging ervan uit dat vraag en aanbod stabiele functies zijn en breidde vraag- en aanbodverklaringen van prijzen over alle termijnen uit. Hij beargumenteerde dat aanbod op lange termijn gemakkelijker valt te variëren en dus over zeer lange termijnen de belangrijkste bepaler van de prijs wordt.

## Verdere ontwikkelingen
Een belangrijke verandering in de neoklassieke economie voltrok zich zo rond 1933. Joan Robinson en Edward H. Chamberlin introduceerden in hun respectievelijke boeken, The Economics of Imperfect Competition (De economie van de imperfecte competitie) (1933) en de The Theory of Monopolistic Competition (De theorie van de monopolistische concurrentie) (1933) ongeveer tegelijkertijd de eerste modellen van imperfecte concurrentie. De theorie van de marktvormen en van de industriële organisatie kwam uit dit werk voort. Zij hebben ook bepaalde instrumenten, zoals de marginale opbrengstscurve benadrukt.
Joan Robinson werk op het gebied van de imperfecte concurrentie was een reactie op bepaalde problemen in de Marshalliaanse partiële evenwichtstheorie, die door Piero Sraffa naar voren werden gehaald. Anglo-Amerikaanse reageerden op deze problemen door de richting van een algemene evenwichtstheorie in te slaan. Deze theorie werd op het Europese continent ontwikkeld door Walras en Vilfredo Pareto. John Hicks' Value and Capital (Waarde en kapitaal) (1939) was invloedrijk bij de invoering van zijn Engels sprekende collega's in deze tradities. Hicks werd op zijn beurt beïnvloed door de Oostenrijkse School econoom Friedrich Hayek, die aan de London School of Economics doceerde, toen Hicks daar studeerde.
Deze ontwikkelingen gingen gepaard met de invoering van tal van nieuwe instrumenten, zoals indifferentiecurven en de theorie van het ordinaal nut. Het niveau van de wiskundige verfijning van de neoklassieke economie nam toe. Paul Samuelsons, Foundations of Economic Analysis (Grondslagen van de economische Analyse) (1947) droeg sterk bij aan deze toename in geëiste formele striktheid.
Het Interbellum periode wordt in de Amerikaanse economie vaak gezien als pluralistisch. Zowel de neoklassieke economie als de institutionalisme concurreerden om een bondgenootschap. Frank Knight, een vroeg lid van School van Chicago, heeft geprobeerd om beide scholen te verenigen. Na de Tweede Wereldoorlog ging deze toename van het gebruik van de wiskunde in de economische wetenschap vergezeld van een grotere dominantie van de neoklassieke economie op Anglo-Amerikaanse universiteiten.
Hicks boek, Value and Capital (Waarde en kapitaal) bestaat uit twee hoofddelen. In het tweede deel, dat op korte termijn minder invloedrijk is geweest, presenteerde Hicks een model van een tijdelijk evenwicht. Hicks werd hierbij direct beïnvloed door Hayeks notie van intertemporele coördinatie. Ongeveer tezelfdertijd deed Lindhal soortgelijk onderzoek. Deze ontwikkeling maakte deel uit van het opgeven van een gedesaggregeerde lange termijn modellen. Deze trend bereikte waarschijnlijk haar hoogtepunt met het Arrow-Debreu-model van intertemporeel evenwicht. Het Arrow-Debreu-model werd op canonieke wijze gepresenteerd in Gerard Debreus, Theory of value (Theorie van Waarde)(1959) en in het werk van Arrow en Hahn.
Veel van deze ontwikkelingen vonden plaats tegen de achtergrond van zowel verbeteringen in de econometrie, dat is het vermogen om prijzen en veranderingen in goederen en diensten, alsmede hun geaggregeerde hoeveelheden te meten, als ook het ontstaan van de macro-economie of ook wel de studie van de gehele economieën. De poging om de neoklassieke micro-economie en de keynesiaanse macro-economie met elkaar te verenigen zou tot de neoklassieke synthese leiden dat in de Engelstalige wereld sinds de jaren vijftig van de 20e eeuw als het dominante paradigma van de economische wetenschap geldt. Hicks en Samuelson waren bijvoorbeeld instrumenteel bij het integreren van het Keynesiaanse economie binnen de neoklassieke synthese.
De macro-economie beïnvloedde de neoklassieke synthese vanuit de andere richting, waardoor de fundamenten van de klassieke economische theorie, zoals de wet van Say, en veronderstellingen uit de politieke economie, zoals de noodzaak voor een hardgeld standaard, werden ondermijnd. Deze ontwikkelingen worden in de neoklassieke theorie weerspiegeld door de zoektocht naar het voorkomen van de evenwichtsvoorwaarden voor Pareto-optimaliteit in markten en de vraag in hoeverre deze markten zichzelf in stand kunnen houden.

## Kritiek
De neoklassieke economie wordt soms bekritiseerd omdat zij een normatieve vooringenomenheid hebben. In deze visie zou de neoklassieke economie zich niet richten op het verklaren van de werkelijke economieën, maar in plaats daarvan een "utopie" beschrijven waarin Pareto-optimaliteit van toepassing is. Sleuteluitgangspunten van de neoklassieke economie die als onrealistisch worden bekritiseerd worden hieronder opgesomd.

### Aanname van rationaliteit
In het algemeen zijn naar verluidt overdreven onrealistische veronderstellingen een van de meest voorkomende kritieken op de neoklassieke economie. Zo gaan veel theorieën bijvoorbeeld uit van de perfecte kennis van de marktspelers en gaat de meest gangbare theorie over financiële markten ervan uit dat schulden altijd zullen worden terugbetaald en dat elke actor op elk willekeurig moment in de tijd net zo'n grote lening kan krijgen als hij of zij wil.
De veronderstelling dat individuen rationeel handelen wordt beschouwd als het negeren van belangrijke aspecten van het menselijk gedrag. Velen zien de "economische mens" als zijnde aantoonbaar verschillend van een echt mens in de echte wereld. De veronderstelling van rationele verwachtingen, die vanaf het begin van de jaren zeventig van de 20e eeuw in de neoklassieke (en meer bijzonder in de nieuw-klassieke) modellen werd geïntroduceerd kan op gronden van realisme worden bekritiseerd.
Grote ondernemingen komen misschien dichter bij het neoklassieke ideaal van winstmaximalisatie, maar winstmaximalisatie als doel wordt niet noodzakelijkerwijs als wenselijk gezien als dit leidt tot de verwaarlozing van bredere maatschappelijke vraagstukken. Het antwoord hierop is dat neoklassieke economie beschrijvend en niet normatief is. Het richt zich op zulke problemen met concepten van privé versus maatschappelijk nut.
De kritiek van de veronderstelling van rationaliteit wordt niet alleen geuit door sociale theoretici en ecologen. Veel economen, ook tijdgenoten, hebben deze visie op de economische mens bekritiseerd. Thorstein Veblen heeft dit het meest sardonisch gesteld. De neoklassieke economie veronderstelt dat een persoon zich als volgt gedraagt:
 "een bliksemsnelle rekenmachine van genot en pijn, die als een homogeen bolletje van de wens naar geluk onder de impuls van stimuli oscilleert die over het hele gebied schuift, maar dit hem intact laat." 
De theorie van Herbert Simon over de begrensde rationaliteit is waarschijnlijk de meest invloedrijke van de heterodoxe benaderingen geweest. Is de economische mens een eerste benadering van een meer realistische psychologie, een aanpak die alleen geldig in een bepaalde sfeer van het menselijk leven, of een algemeen methodologisch beginsel voor de economie? Vroege neoklassieke economen neigden vaak naar de eerste van deze twee benaderingen, maar op dit moment zien velen de economische mens als een algemeen methodologisch principe voor de economische wetenschap.

### Statisch wereldbeeld
Er bestaan problemen om de neoklassieke algemene evenwichtstheorie verenigbaar te maken met een economie die zich door de tijd heen ontwikkelt en met een economie die kapitaalgoederen bevat. Dit vraagstuk werd in de jaren 1960 in een groot debat onderzocht. Deze "Cambridge-kapitaalcontroverse" ging over de geldigheid van de neoklassieke economie en legde de nadruk op de economische groei, kapitaal, aggregatietheorie, en de marginale productiviteitstheorie van de inkomensverdeling. Er waren ook interne pogingen door neoklassieke economen om het Arrow-Debreu-model uit te breiden naar onevenwichtsheidsonderzoeken van stabiliteit en uniciteit. Er is echter een resultaat bekend, de stelling van Sonnenschein-Mantel-Debreu, die stelt dat de uitgangspunten, die verzekeren dat het evenwicht stabiel en uniek is, vrij restrictief zijn.

### Gebruik (of misbruik) van wiskundige modellen
Naar de mening van sommige economen hebben de eerder genoemde ontwikkelingen fatale zwakke punten in de neoklassieke economie aangetoond. De meeste economen zijn echter door gegaan met het gebruik van sterk wiskundige modellen, en vele economen stellen neoklassieke economie ongekwalificeerd gelijk aan economie. Onder de wiskundige modellen vallen modellen in de speltheorie, de lineaire programmering en de econometrie, waarvan een groot deel als niet-neoklassiek kan worden beschouwd. Economen verwijzen naar wat zich heeft ontwikkeld in de neoklassieke economie als de "hoofdstroomeconomie". Critici van de neoklassieke economie zijn verdeeld in degenen die denken dat een te sterk wiskundige methode inherent verkeerd is en diegenen die vinden dat er op zichzelf niets verkeerd is aan de wiskundige methode, hoewel zij problemen zien in de hedendaagse methoden.
De neoklassieke economie wordt ook vaak gezien als te zeer vertrouwend op complexe wiskundige modellen, zoals die in de algemene evenwichtstheorie worden gebruikt, zonder dat er genoeg acht wordt geslagen of deze wiskundige modellen daadwerkelijk de echte economie beschrijven. Velen zien pogingen om een zo complex systeem als een moderne economie door middel van een wiskundig model te beschrijven als onrealistisch en als gedoemd om te mislukken. Een beroemd antwoord op deze kritiek is Milton Friedmans stelling dat theorieën moeten worden beoordeeld op hun vermogen om gebeurtenissen te voorspellen en niet zozeer op het realiteitsgehalte van de onderliggende veronderstellingen. Paul Samuelson noemde dit idee de F-Twist (F voor Friedman) en beschouwde het als een drogreden die gebruikt wordt om 'elegante' modellen voor kritiek te behoeden. Onjuiste aannames kunnen immers leiden tot juiste conclusies, maar, zegt Samuelson, leiden ook tot onjuiste conclusies en een wetenschapper heeft niet de vrijheid om alleen welgevallige conclusies te accepteren.
Critici van de neoklassieke modellen beschuldigen de neoklassieke economie ervan de 19e-eeuwse mechanica en het "klok"-model van de samenleving te hebben gekopieerd, een model dat de voorrechten van de elite lijkt te rechtvaardigen, voorrechten die "op natuurlijke" wijze voortvloeien uit de sociale orde, die op economische competitie is gebaseerd. Zij stellen dat de neoklassieke theorie de complexiteit van de natuur en de menselijke creativiteit negeren en te veel heil te zoeken in mechanische ideeën zoals evenwicht:
 "En in Poinsets Elementen de Statique (Statische elementen)..., een leerboek over de theorie van de mechanica vol met systemen van gelijktijdige vergelijkingen die ,onder andere, het mechanische evenwicht van het zonnestelsel weergaven, heeft Walras een patroon gevonden om het catallactische evenwicht van het marktsysteem weer te geven." (William Jaffe) 

### Visie op geld
De gangbare geldtheorie in de neoklassieke economie (zeker in de moderne, walrasiaanse variant) is dikwijls bekritiseerd om de te beperkte rol die aan geld wordt toegekend: geld is hier enkel een neutrale 'sluier' (een rekeneenheid/numéraire) die een onderliggend stelsel van ruilhandel verbergt.
De neomarxisten Hardt en Negri bestempelen de neoklassieke visie, waarin geld als een neutraal, a priori bestaand ruilmiddel voorkomt, als "monetair aristotelisme". De Duitse socioloog Streeck wijst erop dat zelfs in zijn vakgebied de neoklassieke geldtheorie die van Weber (geld als wapen in de machtsstrijd die prijsbepaling heet) grotendeels heeft verdrongen.

### Overig
De fundamentele theorie van een dalend aflopende geaggregeerde vraagcurve wordt bekritiseerd vanwege de vermeende sterke veronderstellingen die hieraan ten grondslag liggen.
De fundamentele theorie van de productie in de neoklassieke economie wordt bekritiseerd wegens onjuiste veronderstellingen over de beweegredenen van producenten. Volgens deze theorie zijn toenemende productiekosten er de reden van dat producenten niet meer dan een bepaald aantal produceren. Enkele empirische tegenargumenten stellen dat de meeste producenten hun productiebeslissingen niet nemen in het licht van toenemende productiekosten. Zij hebben bijvoorbeeld vaak de beschikking over extra capaciteit, die in gebruik zou kunnen worden genomen, indien het verhogen van de productie wenselijk zou zijn.
Van variabelen, zoals vraag en aanbod, die op individueel niveau onafhankelijk zijn, wordt (naar verluidt ten onrechte) verondersteld dat deze ook op geaggregeerd niveau onafhankelijk zijn. Deze kritiek is gegeven op vele centrale theorieën van neoklassieke economie.

## Het eenvoudige neoklassieke model uit de jaren vijftig
In de eenvoudige variant van het neoklassieke model zijn er de volgende factoren die meespelen:
- De groeivoet van arbeid 'n'
- De hoeveelheid kapitaal (machines) per persoon 'k'
- De productie/inkomen 'y'
- De fractie van 'y' dat gespaard wordt (en dus niet geconsumeerd) 's'

In een grafiek (horizontale as: kapitaal per persoon 'k'; verticale as: productie/inkomen per persoon 'y') van de neoklassieke groei (hier niet weer te geven), is er een 45 graden lijn genaamd 'nk' (beginnende in de oorsprong). Langs deze lijn is de hoeveelheid kapitaal per persoon constant. Het toevoegen van meer kapitaal per werknemer vergroot de productie, echter wel met afnemende opbrengsten (het toevoegen van meer kapitaal aan één werknemer leidt maar tot op zekere hoogte tot meer productie). De 'y' lijn in de grafiek buigt dan ook langzaam af (begint in de oorsprong).
Zoals gemeld wordt er aangenomen dat een fractie van 'y' gespaard wordt, wat leidt tot de lijn 'sy' in de grafiek. Om het niet al te ingewikkeld te maken, staan besparingen gelijk aan investeringen. Deze lijn geeft dus behalve de besparingen ook de investeringen per persoon weer.
De eerder genoemde 'Steady State' houdt in dat kapitaal per persoon constant is. Dit betekent dat waar de lijn 'sy' de andere lijn 'nk' kruist, de Steady State zich bevindt. Op dat punt groeit 'sy' op dezelfde snelheid die nodig is om de hoeveelheid kapitaal per persoon constant te houden.
Kernpunt van de neoklassieke theorie is dat de groei van de bevolking 'n' de ware groeivoet is voor zowel arbeid, kapitaal en dus ook productie.

## Voetnoten
1. ↑  Antonietta Campus (1987), "marginal economy" (Marginalistische economie), The New Palgrave: A Dictionary of Economics, v. 3, blz. 323.
2. ↑  Clark, B. (1998). Principles of political economy: A comparative approach (Beginselen van de politieke economie: een vergelijkende benadering). Westport, CT: Praeger.
3. ↑  Veblen, Thorstein Bunde; “The Preconceptions of Economic Science” (Vooropgezette meningen binnen de economische wetenschap) Pt III, Quarterly Journal of Economics v14 (1900).
4. 1 2  Colander, David; The Death of Neoclassical Economics (Het einde van de neoklassieke economie).
5. ↑  Stigler, George J. Production and Distribution Theories: The Formative Period, Productie- en verdelingstheorieën: de ontstaansperiode, MacMillan (1941).
6. ↑  Fonseca G.L.; “Introduction to the Neoclassicals” (Inleiding tot de Neoklassieken), The Nes School.
7. ↑  William Stanley Jevons (1879, 2de Ed., blz. 289), The Theory of Political Economy (De theorie van de politieke economie).
8. ↑  Philip H. Wicksteed ' 'The Common Sense of Political Economy (Het gezond verstand van de politieke economie)
9. ↑  Christopher Bliss (1987), "distribution theories, neoclassical" (verdelingstheorieën, neoklassiek), The New Palgrave: A Dictionary of Economics,
v. 1, pp. 883-886.
10. ↑  Robert F. Dorfman (1987), "marginal productivity theory" (marginale productiviteitstheorie), The New Palgrave: A Dictionary of Economics,
v. 3, pp. 323-25.
11. ↑  George Stigler (1941). Productie en distributie Theorieen (Productie en verdelingstheorieën) (1870-1895). New York: Macmillan.
12. ↑  William Jaffe (1976) "Menger, Jevons, and Walras De-Homogenized" (Menger, Jevons en Walras gedehomogeniseerd), Economic Inquiry, V. 14 (december): 511-525
13. ↑  Philip Mirowski (1989) More Heat than Light: Economics as Social Physics, Physics as Nature's Economics (Meer warmte dan licht: Economie als sociale natuurkunde, natuurkunde als de economie van de natuur), Cambridge University Press
14. ↑  Olivier Jean Blanchard (1987). "Neoclassical synthesis', The New Palgrave: A Dictionary of Economics, v. 3, blz. 634-36.
15. ↑  Thorstein Veblen (1898 ) Why Is Economics Not an Evolutionary Science? (Waarom is economie geen evolutionaire Wetenschap?), herdrukt in The Place of Science in Modern Civilization (De plaats van de wetenschap in de moderne beschaving) (New York, 1919), blz. 73.
16. ↑  Paul Samuelson, "Problems of Methodology: Discussion", American Economic Review, 53(2), 1963.
17. ↑  Dudley Dillard, The barter illusion in classical and neoclassical economics. Eastern Economic Journal XIV(4) (1988).
18. ↑  Michael Hardt en Antonio Negri (2005). Multitude: War and Democracy in the Age of Empire. Hamish Hamilton.
19. ↑  Wolfgang Streeck, Why the Euro Divides Europe. New Left Review 95 (2015). Geraadpleegd op 26 juli 2016.